# Po čertech velkej koncert II
Po čertech velkej koncert II byl koncert ku příležitosti 25. výročí od založení české rockové skupiny Kabát. Koncert se konal 13. září 2014 na pražském Vypichu stejně tak jako v roce 2009 k výročí dvacátému.
Celý koncert zahajovala jako předskokan vítězka soutěže Hlas Československa 2014 Lenka „Lo“ Hrůzová. Ta s frontmanem skupiny Josefem Vojtkem spolupracovala již během soutěže, jíž se v roli mentora také účastnil. Po jejím krátkém setu nastoupila dánská rocková skupina D-A-D, kterou si Kabáti pozvali jako speciální hosty. Stejně jako před pěti lety i tento rok Kabáti připravili show s kvalitním zvukem, spoustou světel a s pyrotechnickými efekty. Celé vystoupení bylo zároveň zaznamenáváno a později vydáno na DVD. Podle neoficiálních odhadů Po čertech velkej koncert II navštívilo celkem 75 000 lidí, což je největší počet lidí na jednom koncertu českého interpreta. Samotná kapela přesný počet diváků nezveřejnila, pouze uvedla, že přišlo víc lidí, než v roce 2009. Vzhledem k tomu, že několik dnů před i po koncertu pršelo, byla louka na Vypichu vlivem použití těžkých aut na odvoz techniky naprosto zdevastována, což vzbudilo protesty některých místních obyvatel. Management kapely pak na vlastní náklady dal celou louku do pořádku a znovu osel trávu.

## Setlist
1. Úsměv pana Lloyda
2. V pekle sudy válej
3. Porcelánový prasata
4. Na sever
5. Malá dáma
6. Centryfuga
7. Víte jak to bolí
8. Dávám ti jeden den
9. Starej bar
10. Máš to už za sebou
11. Buldozerem
12. Virtuóz
13. Bruce Willis
14. Shořel náš dům
15. Kalamity Jane
16. Ebenový hole
17. Bára
18. Go satane go
19. Banditi di Praga
20. Králíci
21. Joy
22. Colorado
23. Opilci v dějinách
24. Stará Lou
25. Šaman
26. Burlaci
27. Žízeň

Přídavek:
28. Dole v dole
29. Kdoví jestli
30. Pohoda
31. Moderní děvče

## Sestava
- Josef Vojtek - (zpěv, kytara, harmonika)
- Milan Špalek - (baskytara, kytara, doprovodný zpěv, zpěv)
- Ota Váňa - (kytara, banjo, doprovodný zpěv)
- Tomáš Krulich - (kytara, baskytara, doprovodný zpěv)
- Radek "Hurvajs" Hurčík - (bicí, doprovodný zpěv)